# Abbaye de Saint-Augustin-lès-Thérouanne
L'abbaye de Saint-Augustin-lès-Thérouanne, ordre de Prémontré, est une ancienne abbaye du diocèse de Thérouanne, puis Saint-Omer puis Arras, située à Thérouanne dans l'actuel département du Pas-de-Calais. Elle était d'une origine très ancienne : Radegonde de Poitiers (sainte Radegonde) fit bâtir à Thérouanne, en 544, un monastère qu'on nommait communément in Martinis. Ce monastère ayant été détruit par les Normands, les évêques en employèrent les revenus pour doter un hôpital desservi par des religieuses : mais Milon, évêque de Thérouanne, donna une autre demeure à ces religieuses, et installa à leur place, vers l'an 1131, des chanoines venus de Abbaye de Selincourt. Ce prélat accorda à l'abbaye une partie du chef de saint Augustin.

## L'abbaye
Ce monument figure avec grâce dans le plan de Thérouanne, exécuté par le chevalier Beaurain. Son emplacement est à quelques pas seulement de la Lys, à peu de distance de l'église de Saint-Martin-au-Mont, à la droite du chemin vers Saint-Omer. Son clocher ne manque pas d'élégance ni d'une certaine hardiesse. L'incendie de 1614 aura sans doute été réparé sous l'administration pieuse et favorable du cardinal Albert et de la princesse Isabelle.
Un siècle après, les religieux bénédictins de la congrégation de Saint-Maur visitèrent l'abbaye et mentionnèrent dans leur relation littéraire qu'elle subsistait alors avec éclat.
Du temps de l'abbé Jacques III, la Porte du Saint-Esprit se soutenait encore à demi-écroulée.

## Liste des abbés
1. Alelme, religieux de Selincourt, était abbé de Saint-Augustin en 1140 et 1156 : il reçut de l'abbé de Corbie ce qu'il possédait à Laxis.
2. Drogon ou Dreux. De son temps, Philippe, fils de Thierri, comte de Flandres, brûla l'église, ce qui fit qu'en 1164 on appela dans ce monastère des religieux de Furnes. Drogon et son successeur auraient été déposés.
3. Absalon, depuis 1166 jusqu'au 6 mai 1177. Quelques-uns placent un certain Guillaume en 1189.
4. Rodolfe ou Raoul, jusqu'en 1206.
5. Gui, depuis 1206 jusqu'en 1218.
6. Gilles, transféré à l'abbaye de Saint-Foillan, en 1220.
7. Jean de Lille ou de Lillers, depuis 1223 jusqu'en 1234.
8. Thomas, en 1237.
9. Gautier, en 1241 et 1244.
10. Godefroi, en 1247.
11. Jacques I de Fasques, en 1252.
12. Guillaume I.
13. Jean II de Witernes.
14. Baudouin I, en 1314.
15. Gérard.
16. Jean III de Rebreduies, mort en 1348.
17. Adam, jusqu'en 1362.
18. Jean IV de Vermans, jusqu'en 1377.
19. Jean V Roger de Fasques, abbé en 1377, se démit en 1410.
20. Othon de Crocq de Bamberg, abdiqua en 1444.
21. Jean VI Robbe se démit et mourut en 1465.
22. Jacques III Desmenghier mourut le 23 juillet 1478.
23. Jean VII Lippins mourut le premier septembre 1486.
24. Christian du Puits mourut le 27 janvier 1497.
25. Nicaise de Rhodes ou de Rhedes mourut en 1526.
26. Jean VIII Baucherel, mort le 15 mai 1542.
27. Robert Picavel, depuis 1546 jusqu'en 1559. De son temps, la ville fut ruinée.
28. Benoit Baucherel, depuis 1559 jusqu'en 1569.
29. Michel Wallart mourut en 1571.
30. Pierre Smitz ne fut abbé que pendant six mois.
31. Adrien de Neufville, surnommé le bon abbé, mourut le 25 août 1596, à Saint-Omer où il s'était réfugié avec les religieux.
32. Guillaume II de La Hay mourut le 14 août 1599.
33. Baudouin II Pauchet mourut le 28 décembre 1602.
34. Jacques III Corbeau, de Saint-Omer, acquitta les dettes de l'abbaye, et mourut le 11 février 1641.
35. Augustin I de Pacy ou de Paris mourut le 11 octobre 1651.
36. Hugues de Camp, coadjuteur, puis abbé, mourut le 17 juillet 1677.
37. Augustin II Willeron, nommé le 30 septembre 1677, mourut en 1708. II était peut-être coadjuteur, avant d'être abbé.
38. Ferdinand d'Auchy, nommé le 7 avril 1708.
39. Claude Stérin, ancien prieur, nommé en 1732, mort en charge en 1748.
40. Hugues Bourdrel, nommé en 1749.
41. N. Marche, nommé en 1755.

## Sources
- Henri Piers, « Notice sur l'abbaye de St.-Augustin-lez-Thérouanne », dans Mémoires de la Société des antiquaires de la Morinie, vol. 2, Saint-Omer, imp. de Chanvin fils, 1834 (lire en ligne), p. 199-203.
- Hugues Du Tems, Le Clergé de France, ou tableau historique et chronologique des archevêques, évêques, abbés, abbesses & chefs des chapitres principaux du Royaume, depuis la fondation des églises jusqu'à nos jours, t. IV, Paris, Brunet, 1775 (lire en ligne), p. 233-235.